# Dhanbad
Pronunciação
Dhanbad é uma cidade do estado de Jarcanda, na Índia. Localiza-se no leste do país. Tem cerca de 1128 mil habitantes.